# 艾拉姆·科巴尼安
艾拉姆·科巴尼安（英語：Aram V. Chobanian，1929年8月8日—），亞美尼亞裔美國人，是波士頓大學現任校長，亞美尼亞國家科學院外籍院士。

## 生平
他的專業是心臟科醫生，原是波士頓大學醫學院的院長，2003年被委任為臨時校長，2005年六月扶正。
他是美国心脏病协会（American Heart Association）首位高血压终身成就奖（Lifetime Achievement in Hypertension）的学者。

## 早年
在羅德島州波塔基特出生；大學畢業於布朗大學，醫學院畢業於哈佛大學醫學院。